# Sisarum germanorum
Sisarum germanorum är en flockblommig växtart som beskrevs av Philipp Johann Ferdinand Schur. Sisarum germanorum ingår i släktet Sisarum och familjen flockblommiga växter. Inga underarter finns listade i Catalogue of Life.